# Stenanthemum centrale
Stenanthemum centrale är en brakvedsväxtart som beskrevs av K.R.Thiele. Stenanthemum centrale ingår i släktet Stenanthemum och familjen brakvedsväxter. Inga underarter finns listade i Catalogue of Life.